# Teunz
Teunz é um município da Alemanha, situado no distrito de Schwandorf, no estado da Baviera. Tem 30,74 km² de área, e sua população em 2019 foi estimada em 1.815 habitantes.